# 1991 BE
1991 BE är en asteroid i huvudbältet som upptäcktes den 18 januari 1991 av de båda japanska astronomerna Shigeru Inoda och Takeshi Urata i Karasuyama.
Asteroiden har en diameter på ungefär 12 kilometer.